# Csökmő
Csökmő är en ort i Hajdú-Bihar i Ungern. Csökmő hade 1 912 invånare 2015 och 1 868 år 2019.